# Sidi Maarouf
Sidi Maarouf (em árabe: سيدي معروف) é uma cidade e comuna localizada na província de Jijel, Argélia. Segundo o censo de 2008, a população total da cidade era de 21 662 habitantes.